# A magyar labdarúgó-bajnokság aranyérmes játékosainak listája: J
Az alábbi lista a magyar labdarúgó-bajnokság bajnokcsapatainak játékosait sorolja fel, J kezdőbetűvel, bajnoki cím száma, egyesületek és idények szerint.

## J
| Játékos            | Bajnoki cím | Csapat(ok)                 | Idény(ek)                                                      |
| ------------------ | ----------- | -------------------------- | -------------------------------------------------------------- |
| Jáger György       | 1           | Vasas SC                   | 1965                                                           |
| Jagodics László    | 1           | Újpesti Dózsa              | 1959–60                                                        |
| Jagodics Zoltán    | 1           | Ferencváros                | 1995–96                                                        |
| Jakab László       | 4           | 3 – Ferencváros 1 – Újpest | 1937–38, 1939–40, 1940–41 1945-tavasz                          |
| Jäkl Antal         | 1           | Dunaújváros                | 1999–00                                                        |
| Jancsika Károly    | 1           | Ferencváros                | 1980–81                                                        |
| Janisch György     | 1           | Ferencváros                | 1908–09                                                        |
| Jávor Pál          | 2           | Újpest                     | 1932–33, 1934–35                                               |
| Jávor László       | 2           | WMFC Csepel                | 1941–42, 1942–43                                               |
| Jeckl István       | 1           | Hungária                   | 1928–29                                                        |
| Jenei Sándor       | 2           | 1 – Bp. Honvéd 1 – Újpest  | 1990–91 1997–98                                                |
| Jeny Rudolf        | 2           | MTK                        | 1923–24, 1924–25                                               |
| Jeremiás Gergő     | 1           | Debreceni VSC              | 2005–06                                                        |
| Goran Jezdimirović | 1           | MTK                        | 2002–03                                                        |
| Joós Péter         | 2           | Újpest                     | 1934–35, 1938–39                                               |
| Jován Róbert       | 1           | MTK-VM                     | 1986–87                                                        |
| Józsi György       | 1           | Zalaegerszeg               | 2001–02                                                        |
| Judik Péter        | 1           | Ferencváros                | 1980–81                                                        |
| Juhász Gusztáv     | 1           | Nagyváradi AC              | 1943–44                                                        |
| Juhász István      | 4           | Ferencváros                | 1964, 1967, 1968, 1975–76                                      |
| Juhász Lajos       | 1           | Újpest                     | 1929–30                                                        |
| Juhász Péter       | 7           | Újpesti Dózsa              | 1969, 1970-tavasz, 1970–71, 1971–72, 1972–73, 1973–74, 1974–75 |
| Juhász Roland      | 1           | MTK                        | 2002–03                                                        |